# Cimetière du Vil
Le cimetière du Vil, autrement appelé le cimetière marin de Roscoff, est un des rares cimetières marins de France. Il est situé sur le front de mer de la vieille ville de Roscoff entre la station biologique de Roscoff et un ancien quai du XVIe siècle transformé en promenade où se voient les traces des fondations du fort de la Croix construit par Vauban.
Il est l'un des deux cimetières de Roscoff, avec le cimetière de Kermenguy.

## Histoire
L'épidémie de choléra de 1832 conduit l'Assemblée nationale à voter une loi d'assainissement et d'hygiène publique qui impose à chaque municipalité d'enterrer les morts dans un endroit écarté des zones urbaines.
Le 8 avril 1832 la municipalité de Roscoff vote une décision de transférer le cimetière de l'enclos paroissial de Notre-Dame de Croaz Batz sur une parcelle située sur le front de mer à côté de laquelle se trouvaient au XVIIe siècle une poudrière et l'amirauté. Le vieux cimetière comportait quelques tombes entassées dans et autour de l'église qu'il fallait vider assez régulièrement pour faire de la place aux plus jeunes. La rotation était particulièrement rapide à Roscoff au début du XIXe siècle, où la tuberculose était endémique et l'espérance de vie la plus faible de France. Les crânes et les quatre os longs étaient rassemblés dans un ossuaire qui avait dû être doublé.
Le 18 décembre 2009, le maire Joseph Seité, après délibération du conseil municipal et un vote de deux voix de majorité pour trois absents, décrète la procédure d'engagement de fermeture du cimetière. De nombreuses concessions à perpétuité sont tombées en déshérence. Un nouveau cimetière a été ouvert dans l'intérieur des terres et le transfert des tombeaux a été laissé à l'initiative des héritiers, la municipalité prenant en charge les frais. Début 2010, la moitié des tombeaux avaient été transférés.
La fermeture a suscité une polémique nourrie par une communication maladroite. La municipalité a fait l'économie des frais de réhabilitation du cimetière mais, la construction d'un nouveau cimetière étant inévitable, elle s'est par là même engagée dans des procédures coûteuses de transfert de sépultures. La crainte de certaines associations, que cette crainte soit fondée sur des antécédents ou sur des fantasmes, voire sur la seule opposition politique, est que le cimetière ne soit pas conservé comme un lieu de mémoire sous la forme d'un jardin mais livré à un promoteur immobilier.

## Lieu de mémoire

### Les naufrages

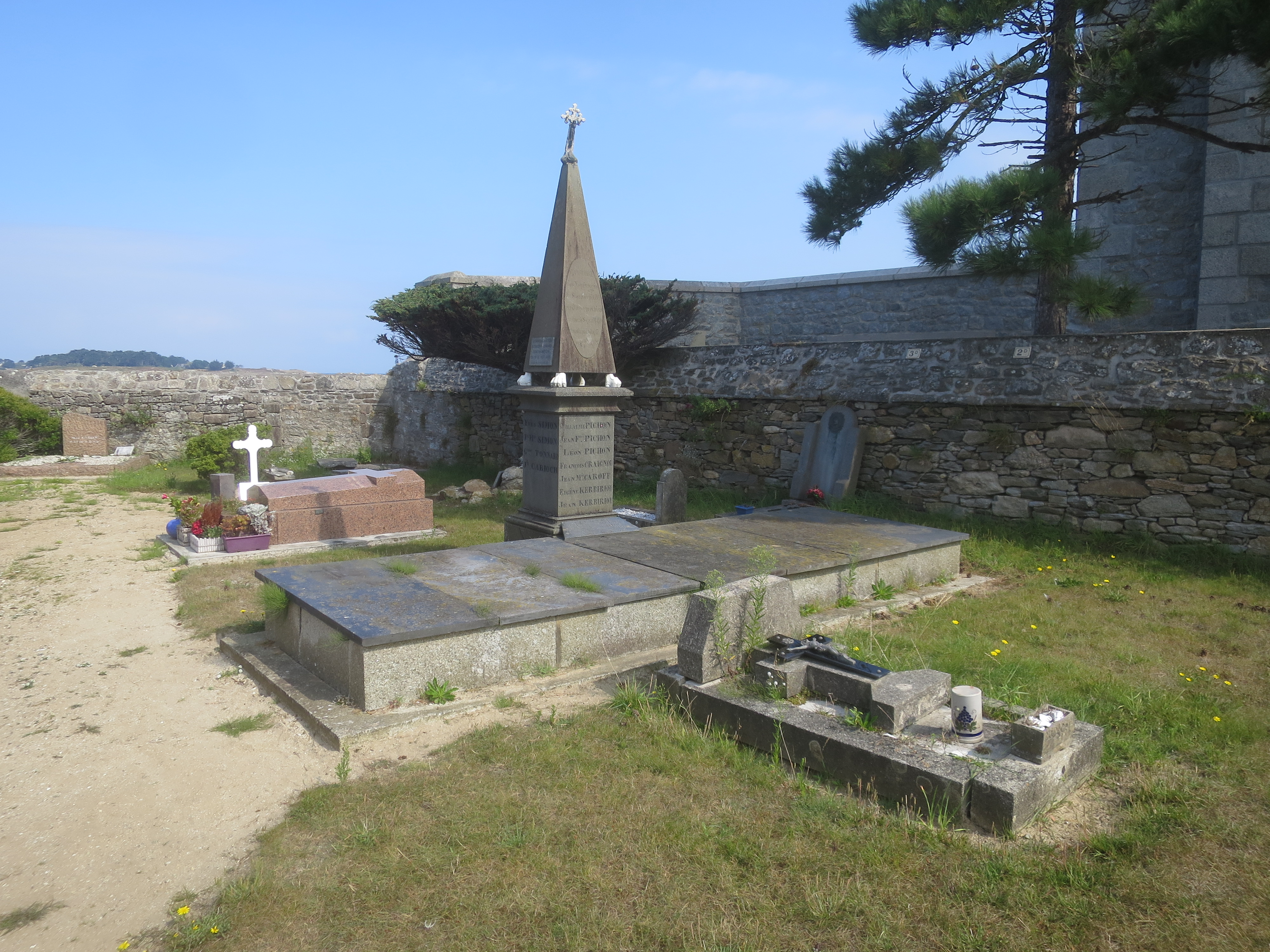
Monument commémoratif du naufrage du SS Hilda, en 1905

Le nouveau cimetière du Vil accueille dans la seconde moitié du XIXe siècle les victimes des catastrophes maritimes qui se multiplient avec l'invention des vapeurs.
- Le 1er février 1897, quatorze Johnnies, dont plusieurs enfants, périssent dans le naufrage du Channel Queen sur les récifs de Guernesey[1].
- Dans la nuit du 13 au 14 août 1899, la goélette Paquebot n°5 est éperonné dans le pas de Calais successivement par deux vapeurs et perd dans les manœuvres de sauvetage cinq Johnnies.
- Dans la nuit du 17 au 18 novembre 1905, seuls quatre Johnnies, dont un Roscovite, des soixante-quatorze composant les deux compagnies présentent parmi la centaine de passagers du Hilda, dont beaucoup de touristes anglais habitués de Dinard, survivent à l'échouage de celui-ci devant Saint-Malo.

L'émotion publique suscitée par la catastrophe de 1905 est considérable des deux côtés de la Manche. Albert de Mun évoque les faits à l'Assemblée. Une souscription est lancée pour ériger des tombes et des cénotaphes, dont celui du cimetière du Vil. Des plaques apposées sur le monument honorent les victimes de 1897 et de 1899.

### Les marins de Roscoff

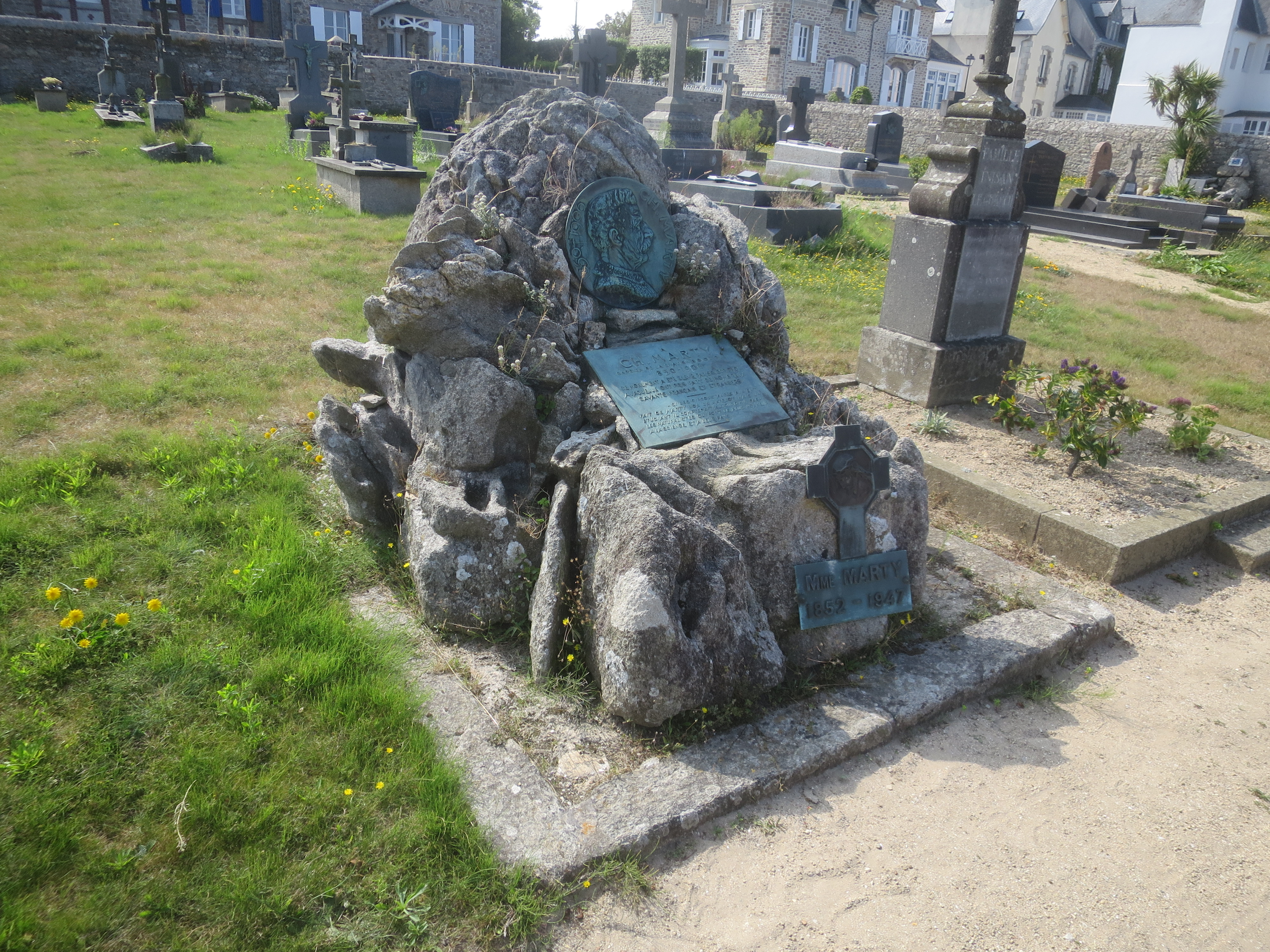
Monument en l'honneur de Charles Marty (1850-1906)

- Louis Guyader, armateur du légendaire Reder Mor III, lancé en 1907, et inspirateur de Mathurin Méheut.
- Esprit Le Mat (1838-1940), chef de la station de la Société centrale de sauvetage des naufragés à l’héroïsme légendaire[2].
- Charles Marty (1850-1906), marin et assistant de Lacaze-Duthiers dans ses recherches à la station biologique de Roscoff. Lacaze-Duthiers avait donné le nom de Marty à une Ectoprocta, la Lepralia Martyi. Son tombeau, en forme de rocaille, a été érigé par souscription auprès des savants français, avec l'épitaphe « Si les circonstances avaient fait de marty non un matelot mais un étudiant, il compterait aujourd'hui parmi les naturalistes qui font le plus honneur à la science et à leur pays. ».

### Les soldats
- Mémorial monumental érigé le 12 juin 1921 aux cent cinq Roscovites tués durant la Grande Guerre.
- Stèle aux cinquante-cinq victimes de la guerre de 1939 à 1946.

### Le refus de l'Occupation
Le 20 juin 1944, le cimetière du Vil est le lieu de la manifestation massive des habitants du Minihy du Léon de leur hommage à Franck William Mac Dowell Stout, aviateur néo-zélandais abattu deux jours plus tôt au-dessus de l'île de Batz dont l'enterrement public avait été interdit par l'occupant. À onze heures ce mardi, le recteur convoquait la foule au signal convenu de la cloche, disait une messe en son église pour les victimes de la guerre puis emmenait quatre mille paroissiens encadrés par les soldats allemands, prononça un discours qui suscita une immense émotion sur la tombe où la veille la soldatesque avait enterré le corps clandestinement. Cette même veille deux à trois mille personnes dont une centaine d'enfants portant des fleurs avaient été empêchées de procéder à l'enterrement par les soldats. La tension entre les Allemands et le cortège conduit ce lundi par les autorités ecclésiastiques en grande pompe chantant le Libera avait manqué de dégénérer en massacre avant d'être dispersé.
Après la Libération, le gouvernement britannique fit poser une stèle, mais les Roscovites avaient déjà érigé un monument témoignant de leur dévotion.